# People Records
A People Records foi fundada por James Brown em 1971 e seu primeiro compacto foi "Escape-ism" em Maio daquele ano. People Records foi o selo de muitos artistas, entre eles, Lyn Collins e a própria banda de James Brown: The J.B.'s. De todos os selos criados por James, este foi o mais prolífico e duradouro. Após nove álbuns e mais de 50 compactos, a People fechou suas portas em 1976.

## Curiosidades
- Os primeiros 5 discos (catálogos P2500 to P2504) foram distribuídos pela Starday King. Os discos restantes (PE600 to PE664) foram distribuídos pela Polydor Records.